# Symphonic scherzo
Symphonic scherzo is een compositie van Arnold Bax.
Het werk begon als het scherzo voor een pianosonate in F voor piano solo, in 1917 orkestreerde Bax het. Op 3 september 1919 lag het op de lessenaars van het New Queen’s Hall Orchestra onder leiding van Henry Wood tijdens een van de promsconcerten (het bleef bij die ene keer). In 1918 werd het origineel vastgelegd in een pianolaversie. Tot slot reviseerde Bax het in 1933, dat leverde geen extra uitvoeringen op, want het is als zodanig nooit uitgevoerd tot de opname in januari 1986.
Orkestratie:
- 3 dwarsfluiten (III ook piccolo, 2 hobo’s, 1 althobo, 2 klarinetten, 1 basklarinet, 2 fagotten, 1 contrafagot
- 4 hoorns, 3 trompetten, 3 trombones, 1 tuba
- pauken, percussie, celesta, 1 harp
- violen, altviolen, celli, contrabassen